# 11072 Хіраока
11072 Хіраока (11072 Hiraoka) — астероїд головного поясу, відкритий 3 квітня 1992 року.
Тіссеранів параметр щодо Юпітера — 3,496.